# Astacus leptodactylus
Il gambero di fiume turco (Astacus leptodactylus) è un gambero d'acqua dolce e salmastra originario della regione Ponto-Caspica, considerato indigeno dell’Europa orientale e della Turchia.
Venne introdotto in Europa centrale e meridionale alla fine del XIX secolo per sostituire le popolazioni di gamberi d'acqua dolce autoctone (Astacus astacus e Austropotamobius pallipes), in pericolo a causa di un'epidemia.

## Descrizione
È un gambero di dimensioni medie, potendo raggiungere la lunghezza di 30 cm e il peso di circa 300 grammi. Presenta il dorso da verde oliva a bruno-rossastro e l'addome più chiaro, un rostro appuntito e dentellato. Il carapace è spinoso lateralmente e lungo le creste post-orbitali. Le chele sono ben sviluppate e granulose.

## Habitat e abitudini
Il gambero turco è onnivoro e tollera condizioni ambientali molto varie: pur prediligendo le acque a lento scorrimento, sopporta temperature fino a 25 °C, la scarsità di ossigeno disciolto e salinità fino al 15%.
Considerato una specie a basso impatto sugli ecosistemi in cui è stato introdotto, presenta un basso rischio di trasmissibilità della peste alle specie autoctone.